# Romanos III.

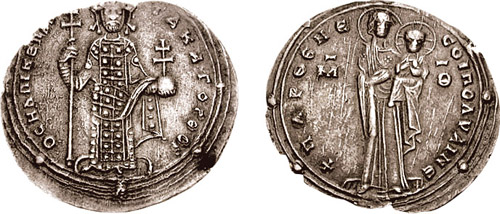
Miliaresion des Romanos III.

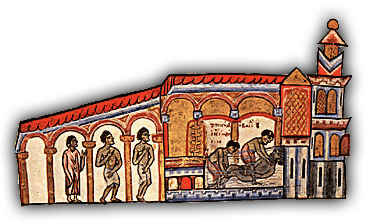
Der Tod des Romanos

Romanos III. Argyros/Argyropoulos (mittelgriechisch Ρωμανὸς Γʹ ὁ Ἀργυρός; * 968; † 11. April 1034) war von 1028 bis 1034 byzantinischer Kaiser und erster Mann der Kaiserin Zoe.

## Leben
Romanos entstammte aus der byzantinischen Adelsfamilie Argyros, welche später primär unter dem Namen Argyropoulos bekannt wurde. Romanos war Präfekt von Konstantinopel. Er selbst bestieg den Thron, nachdem der sterbende Kaiser Konstantin VIII. ihn gezwungen hatte, seine Tochter Zoe zu heiraten, wobei Konstantin Dalassenos das Nachsehen hatte. Die Heirat fand am 12. November 1028 statt, drei Tage später trat Romanos III. die Regentschaft an. Er zeigte großen Ehrgeiz, als Regent eigenständige Politik zu betreiben, war aber in seinen Unternehmungen zumeist glücklos. Er gab große Summen zum Bau von Gebäuden und zur Unterstützung von Klöstern aus. Sein Versuch, die Steuern zu senken, führte zu einem defizitären Haushalt.
Im Jahr 1030 entschloss er sich, die Invasionen der Araber an der Ostgrenze des Reichs zu vergelten und führte eine große Armee nach Aleppo. Auf dem Marsch wurde er vom Gegner überrascht und erlitt eine schwere Niederlage bei Azaz in der Nähe von Antiochia. Obwohl die Katastrophe durch Georg Maniakes und seine erfolgreiche Verteidigung von Edessa sowie durch einen Sieg über die arabische Flotte in der Adria gemildert wurde, gewann Romanos seine Popularität nicht zurück. Seine Gattin soll an seinem Niedergang aktiv beteiligt gewesen sein.
Diese hatte vergeblich versucht, mit ihrem Ehemann Nachkommen zu zeugen. Dafür hatten die Herrscher auch Magier beauftragt, die der Fruchtbarkeit nachhelfen sollten. Alle Versuche verliefen jedoch erfolglos. Zoe wandte sich daraufhin dem jüngeren Michael zu, der einen schwachen Charakter hatte und an Epilepsie litt. Michael entstammte einfachen Verhältnissen, jedoch hatte sein Bruder Johannes Orphanotrophos eine einflussreiche Stellung als Eunuch am Hof von Byzanz. Noch am selben Tag, an dem ihr Mann Romanos mutmaßlich durch Gift gestorben war (11. April 1034), heiratete Zoe ihren Kammerherrn.